# لایکافلکس / اس‌ال / اس‌ال۲
لایکافلکس / اس‌ال / اس‌ال۲ (به انگلیسی: Leicaflex / SL / SL2) یک دوربین عکاسی تک‌لنزی بازتابی ساخت شرکت لایکا است.